# Sofie Linde
Sofie Linde Ingversen, née Sofie Linde Lauridsen, le 22 septembre 1989 à Aarhus, connue professionnellement sous le nom de Sofie Linde, est une présentatrice de télévision danoise et une actrice. Elle est la principale présentatrice du X-Factor danois, un succès télévisuel dans ce pays. En 2020, lors d'un gala annuel de récompenses retransmis à la télévision, elle a évoqué les discriminations et les violences subies par les femmes dans le milieu médiatique, et les harcèlements qu'elle a subi.

## Biographie
Sofie Linde est née à Aarhus en septembre 1989, mais a passé la plus grande partie de sa jeunesse à Odder, où elle a fait ses débuts d'actrice dans le film danois Aching Hearts en 2009.
Elle entame ensuite un parcours d'animatrice dans l’audiovisuel public, DR, puis, sur une chaîne privée, TV 2 Danmark. Elle y est depuis janvier 2016, année de la neuvième saison, présentatrice principale de la version danoise de X-Factor,. Le 13 août 2017, il est annoncé qu'elle et le présentateur de télévision Joakim Ingversen attendent leur premier enfant. Ils se marient fin décembre 2017. En 2020, lors d'une retransmission télévisée d'un gala annuel de récompenses télévisuelles et artistiques, dont elle est maîtresse de cérémonie, elle dénonce le sexisme du milieu de la télévision danoise mais aussi des chantages et harcèlements sexuels dont elle a fait l’objet pendant sa carrière.